# 辉绿蜂鸟
辉绿蜂鸟（学名：Chrysuronia goudoti）是雨燕目蜂鸟科金尾蜂鸟属的一种鸟类，主要分布于南美洲安地斯山脈北端，包含哥伦比亚西部至北部，以及委内瑞拉西北部。

## 分类
辉绿蜂鸟的模式標本由法国博物学家朱斯坦·古多於新格拉納達研究期間，在現今哥伦比亚境內的伊瓦格採得，為一隻成年雄鳥，收藏於巴黎的國立自然史博物館。1843年，法国博物学家朱爾·布爾西耶將之作為新種发表，並以古多的姓作為其種小名。
辉绿蜂鸟最初被歸類在绶带蜂鸟属，後來曾先後被移至約10個不同的屬，迄2000年代則被置於Lepidopyga属。2014年，生物學家吉米·麥奎爾（Jimmy A. McGuire）等人的分子系统发育学研究顯示Lepidopyga属為多系群，其中辉绿蜂鸟和金尾蜂鸟属模式種金尾蜂鳥為姊妹群，桂红蜂鳥屬則是與兩者關係最接近的類群。鳥類學家法蘭克·斯泰爾斯等人後來承襲麥奎爾等人的研究，將辉绿蜂鸟連同Lepidopyga属併入金尾蜂鸟属。世界鳥類學家聯合會於2022年8月更新的鳥類名錄中採用此分類組合，國際鳥盟則將辉绿蜂鸟置於美洲蜂鳥屬。

### 亚种
辉绿蜂鸟有如下亚种：
- （有时被视为单独的物种）：分布于哥伦比亚北部的沿海地区。
- ：分布于哥伦比亚中北部（马格达莱纳河中上游地区）。
- ：分布于马拉开波湖盆地的北部和西部地区。
- ：分布于马拉开波湖盆地的南部和东部地区。

## 特征
辉绿蜂鸟体长9至9.5厘米，体重约4克，翼长约49.4至50.8毫米，嘴峰长约17.5至20.4毫米，喙宽度约1.6至2.4毫米，喙厚度约1.5至1.7毫米，跗蹠长约4.1至5.1毫米，尾长约26.0至34.9毫米。
辉绿蜂鸟与其它小型的绿色蜂鸟非常相似，因此难以辨识，其喙整体为黑色，下喙基部呈粉红色；雄性体上面绿色，体下面大部分呈蓝绿色，腹部白色，尾下覆羽绿色，边缘带白色，尾部有分叉；雌性整体与雄性相似，但腹部白色较多，甚至延伸至胸部下方，交界处呈斑驳状，尾分叉较雄性小。

## 行为及生态
辉绿蜂鸟为植食性鸟类，主要食物来源是植物的花蜜，辉绿蜂鸟常取食印加树属、朱缨花属、雨豆树、蝎尾蕉属和木槿属等植物的花蜜，也在树冠层中从树枝和树叶上取食昆虫和蜘蛛等节肢动物。
辉绿蜂鸟的繁殖季为10月至3月，筑巢于毗邻空地的树枝上，巢为杯状，用植物和蜘蛛网筑巢，外部点缀以白色地衣。

## 生境及分布
辉绿蜂鸟是安地斯山脈北部特有的留鳥，分布於哥倫比亞境內的安地斯山區至加勒比平原一帶，以及委內瑞拉西北部的馬拉開波盆地，具体的分布地依亚种列于上文。辉绿蜂鸟棲息在亚热带及热带干旱的森林及灌丛，也出现在乡村、牧场、咖啡种植园和花园等地，主要活動於海拔1000米以下的地帶，亦偶见于最高1600米的地方。